# Чумегіу
Чумегіу (рум. Ciumeghiu) — село у повіті Біхор в Румунії. Адміністративний центр комуни Чумегіу.
Село розташоване на відстані 434 км на північний захід від Бухареста, 45 км на південний захід від Ораді, 111 км на північ від Тімішоари.

## Населення
За даними перепису населення 2002 року у селі проживали 1789 осіб.
Національний склад населення села:
| Національність | Кількість осіб | Відсоток |
| -------------- | -------------- | -------- |
| румуни         | 1281           | 71,6%    |
| цигани         | 502            | 28,1%    |
| угорці         | 5              | 0,3%     |

Рідною мовою назвали:
| Мова      | Кількість осіб | Відсоток |
| --------- | -------------- | -------- |
| румунська | 1365           | 76,3%    |
| циганська | 420            | 23,5%    |